# Саяно-Шушенское водохранилище
Саяно-Шушенское водохранилище — водохранилище на реке Енисей, образовавшееся в результате строительства Саяно-Шушенской ГЭС. Высота над уровнем моря — нормальный подпорный уровень 540 м.

## Описание
42 % водяного зеркала водохранилища находится на территории Тывы. Подавляющая часть его приходится на равнинную часть Тувинской котловины — двух кожуунов республики: Улуг-Хемского и Чаа-Хольского. В ходе затопления под водой оказался город Шагонар (Старый Шагонар) и село Чаа-Холь.
Саяно-Шушенское водохранилище включено в перечень 70 водоёмов, являющихся стратегическими источниками питьевой воды, которые будут находиться в исключительной федеральной собственности.
Водохранилище Саяно-Шушенской ГЭС — сезонного регулирования. При проектной отметке с нормальным подпорным уровнем водохранилище распространяется на 312 км от плотины, из них 77 км — в пределах Республики Тыва, в том числе 52 км в Тувинской котловине, далее 235 км — по территории Красноярского края и вдоль границы между Красноярским краем и Республикой Хакасия в Саянском ущелье.
На водохранилище отмечены 11 регулярно встречающихся редких видов птиц, внесённых в Красную книгу России. Для беркута, балобана, сапсана, скопы стабильная численность обеспечена заповедным режимом. При этом оптимальные условия для беркута Западного Саяна сохраняются именно в заповедной части водохранилища и его притоков. Дополнительные меры охраны, аналогичные выполненным для скопы, необходимо принять для чёрного аиста, который гнездился ранее на затопленных водохранилищем участках Енисея в Туве, его притоках Большая Пашкина, Джой. В этих местах аист и сейчас продолжает встречаться, но гнездование не подтверждается.

## Гидрологические параметры
При нормальном подпорном уровне водохранилище имеет следующие характеристики:
- в пределах Саянского ущелья: ширина — 0,5—3 км, глубина — от 30 до 220 м (у плотины Саяно-Шушенской ГЭС);
- в Тувинской котловине (где водохранилище имеет озеровидный характер): ширина — 6—9 км, глубина — от 8 до 30 м;
- площадь зеркала водохранилища — 621 км²;
- общий объём водохранилища — 31,34 км³;
- полезный объём — 15,34 км³;
- годовой ход уровня воды в водохранилище за счёт сработки её через агрегаты СШГЭС достигает 40 м.

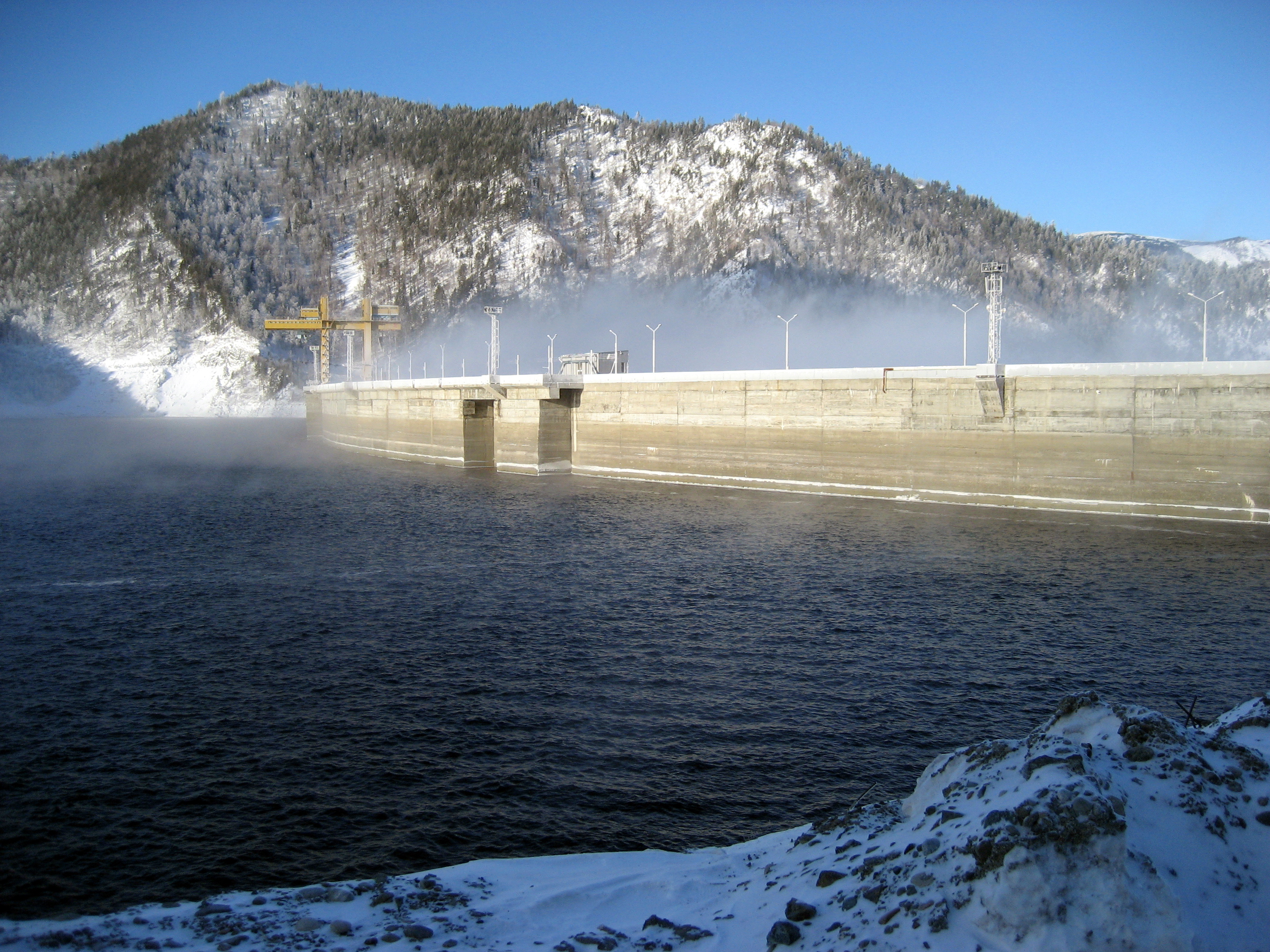
Вид на плотину Саяно-Шушенской ГЭС с верхнего бьефа водохранилища. Глубина здесь свыше 200 метров

## Топографические карты
- Лист карты M-46-III Шагонар. Масштаб: 1 : 200 000. Указать дату выпуска/состояния местности.